# Eriah Hayes
Eriah Hayes, född 7 juli 1988, är en amerikansk professionell ishockeyspelare som spelar för San Jose Sharks i NHL. Han har spelat på lägre nivå för Worcester Sharks i AHL.
Hayes blev aldrig draftad av något lag.